# Euxoa alphonsina
Euxoa alphonsina là một loài bướm đêm trong họ Noctuidae.